# CS Energia Târgu Jiu
Le CS Eneregia Rovinari est un club roumain de basket-ball appartenant au Championnat de Roumanie masculin de basket-ball, en première division. Le club est basé dans la ville de Targu Jiu.

## Palmarès
- Coupe de Roumanie : 2014
- Finaliste de la Supercoupe de Roumanie : 2014
- 3e place (médaille de bronze) de l'EuroChallenge 2014-2015
- 3e place (médaille de bronze) au Championnat de Roumanie : 2015

## Joueurs célèbres ou marquants
- Andreas Glyniadakis